# NGC 7281
NGC 7281 est un jeune amas ouvert situé dans la constellation de Céphée. Il a été découvert par l'astronome britannique John Herschel en 1829.
Selon la classification des amas ouverts, cet amas referme moins de 50 étoiles (la lettre p) dont la concentration est faible (IV) et dont les magnitudes se répartissent sur un intervalle moyen (le chiffre 2),. Lynga ajoute à cette classification :b, pour un double amas. Lynga indique également que l'amas compte 20 étoiles.

## Observation

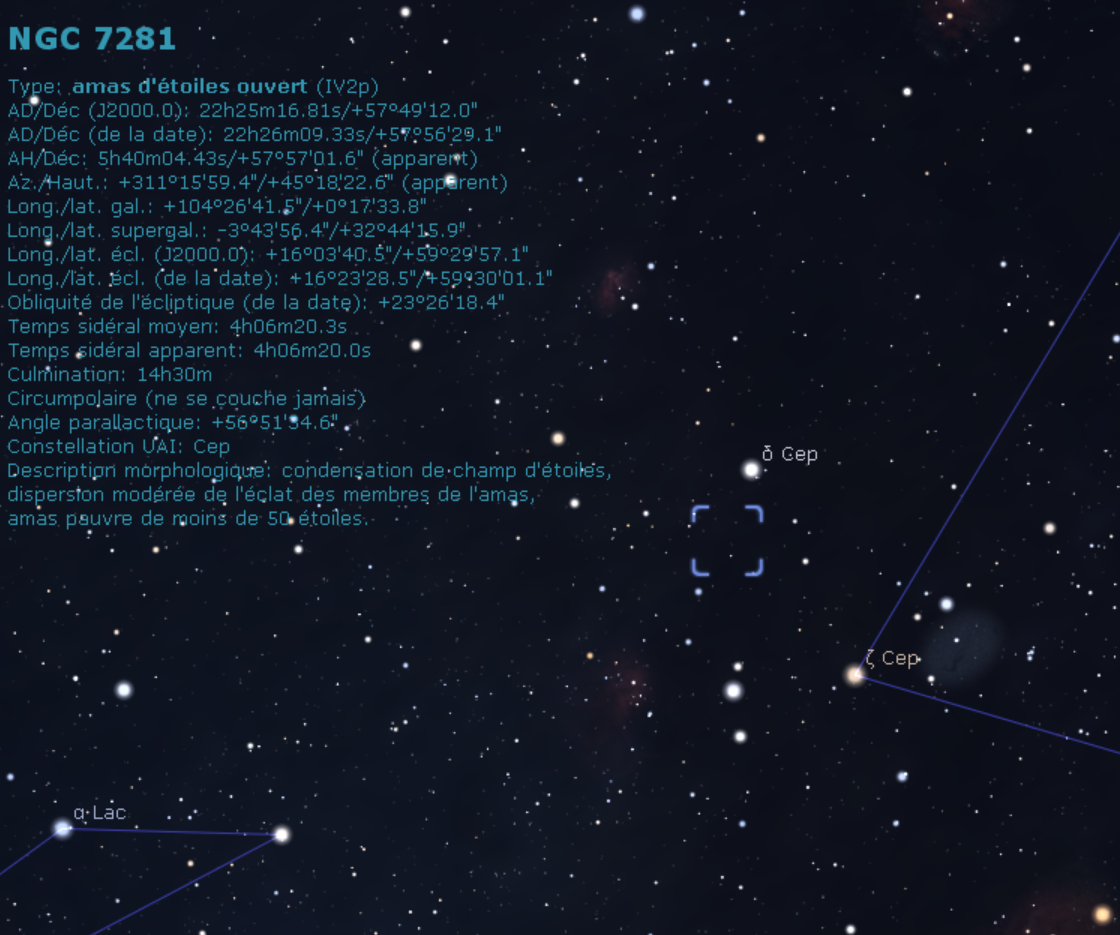
Localisation de NGC 7281 dans la constellation de Céphée. (Stellarium)

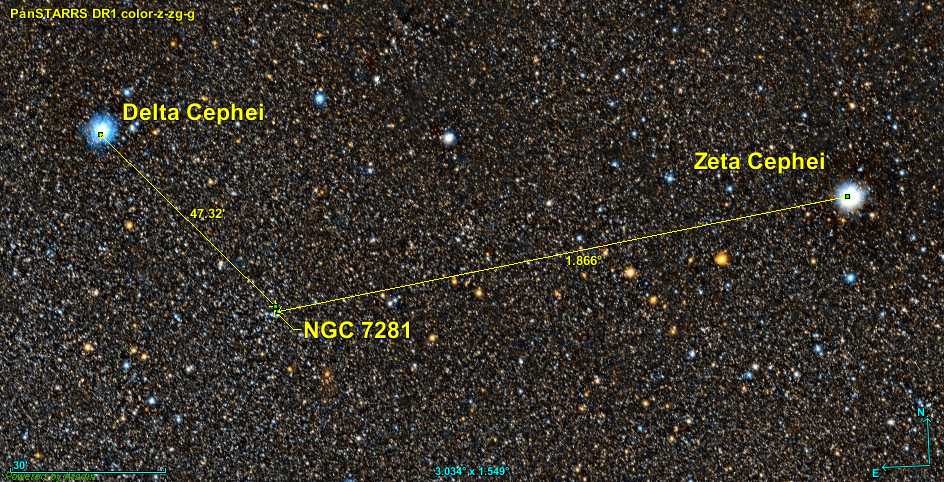
Position de NGC 7281 par rapport à deux étoiles.

NGC 7281 est situé à environ 47" au sud-ouest de Delta Cephei et à environ 1,9 degrés sud-est de Zeta Cephei.

## Caractéristiques

### Distance
La base de données Simbad indique cinq valeurs de la parallaxe de l'amas mesurée par le satellite Gaia et provenant de récentes publications (2018 à 2021), soit 0,429 ± 0,016 0 mas, 0,438 ± 0,042 mas, 0,432 ± 0,038 mas, 0,432 ± 0,005 mas et 0,432 ± 0,038 mas. La moyenne de ces cinq valeurs et de leurs incertitudes est égale à 0,432 6 ± 0,027 8 mas, ce qui correspond à une distance de 2 312+159
−140 pc.

### Taille

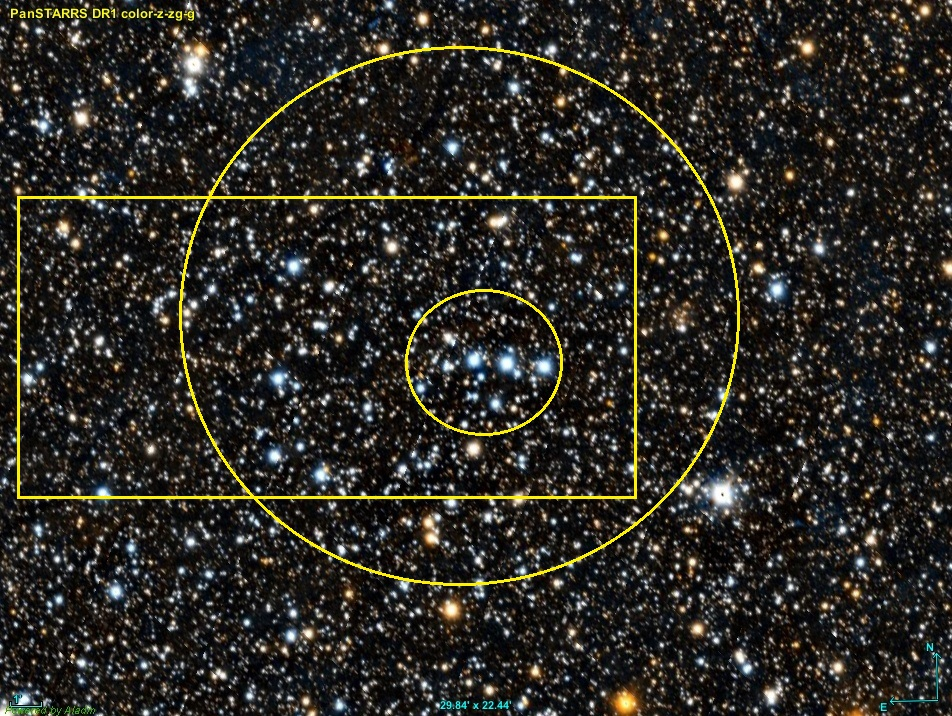
Trois interprétations différents de l'envergure de NGC 7281.

Selon les sources, la taille apparente de l'amas varie énormément, entre 4,8′ et 16,6'. Cette variation provient des diverses interprétations données à ce que Herschel a observé. Comme le souligne le professeur Seligman, on ne s'entend pas sur ce qu'a observé Herschel et il souligne aussi qu'il s'agit peut-être d'un astérisme. Sur l'image ci-contre à gauche, le petit cercle correspond à la description de Herschel. Harold Glenn Corwin a écrit que l'amas fait environ 15' d'est en ouest et 7' de nord au sud. Cela correspond au rectangle de l'image. Quant à Simbad, il indique sur la base d'un article publié en 2020 que son envergure est de 16', ce qui correspond au grand cercle de la figure.
Grâce à un calcul simple, on peut trouver la taille réelle de l'amas. En utilisant les plus grandes valeurs de la dimension apparente et de la distance, on obtient la taille maximale de l'amas, soit 38,91 al. De même, pour calculer la taille minimale de l'amas, il faut utiliser les plus petites valeurs de la dimension apparente et de la distance. On obtient alors une valeur de 9,89 al. De ces deux valeurs, on déduit que la taille de l'amas est égale à 24,4 ± 14,5 km/s.

### Vitesse
Aucune des sources consultées n'indiquent la vitesse radiale de cet amas.

### Mouvement propre
Simbad indique sept couples de valeurs pour le mouvement propre de l'amas, dont cinq provenant d'articles publiés entre 2018 et 2021 sont très semblables. Les deux autres provenant d'articles publiés en 2014 et 2018 sont totalement différents. Les valeurs de ces cinq couples en ascension droite et en déclinaison sont :
- −2,074 ± 0,043 mas/an et −1,300 ± 0,046 mas/an[9]
- −2,122 ± 0,069 mas/an et −1,127 ± 0,084 mas/an[10]
- −2,123 ± 0,046 mas/an et −1,238 ± 0,069 mas/an[11]
- −2,123 ± 0,009 mas/an et −1,138 ± 0,011 mas/an[6]
- −2,123 ± 0,046 mas/an et −1,238 ± 0,069 mas/an[12]

Le mouvement propre moyen obtenu de ces cinq valeurs en ascension droite et en déclinaison, ainsi que de leur incertitude est égal à −2,123 ± 0,041 mas/an et −1,234 ± 0,055 mas/an.
Les deux autres couples sont passablement différents et imprécis. Ils proviennent d'articles moins récents (2014 et 2017). Ces deux couples sont :
- −2,13 ± 2,53 mas/an et −3,19 ± 1,47 mas/an[13]
- −1,347 ± 0,138 mas/an et −0,571 ± 0,143 mas/an[14]

### Métallicité
Simbad rapporte une seule valeur de la métallicité, soit 0,064. Selon cette valeur, le pourcentage d'éléments lourds (plus lourd que l'hydrogène et l'hélium) de cet amas est de 116% (10+0,064) de celui du Soleil.

### Âge
Webda indique un âge donné par (log10=7,86), soit 107,86, ce qui correspond à 72,4 millions d'années.

## Étoiles
Lynga indique que l'amas renferme trois étoiles de type type B, les trois étoiles bleues brillantes au centre de la figure (voir section "Taille"), et une de type K. De l'ouest vers l'est, les trois étoiles de type B sont HD 239947 de type spectral B5, HD 239949, une étoile double ou multiple de type B8, et BD+57 2525, une étoile Be de type B1.5IV-V.
Simbad montre aussi un bouton nommé Children. En cliquant sur ce bouton, on atteint une section de cette base de données qui renferme un tableau contenant 117 entrées, dont 71 Children, pour NGC 7281. Cependant, des étoiles (les Children) peuvent apparaître plusieurs fois dans la deuxième colonne du tableau, d'où le nombre de liens bibliographiques qui est supérieure au nombre d'étoiles. La quatrième colonne de ce tableau indique la probabilité que l'étoile appartienne à l'amas. En cliquant sur le titre de cette colonne, on peut classer la probabilité par ordre croissant ou décroissant. En cliquant sur la désignation de l'étoile, on atteint la page de Simbad qui résume ses propriétés.